# 香山水库 (崇阳)
香山水库是中国湖北省咸宁市崇阳县境内的一座水库，位于陆水支流香河上，建于1976年。水库正常库容为1758万立方米，集雨面积为29平方千米，海拔为103.1米。